# 群馬電機
群馬電機株式会社（ぐんまでんき）は、呼び込み君やLED表示器を作っている群馬県みどり市大間々町にある会社である。

## 沿革
(この節の出典)
- 1968年12月 会社設立（資本金2,000万円）
- 1969年3月 カセットテープレコーダーの生産開始
- 1973年3月 生産品種の全面切替を行い、自動販売機用基板、その他・電装品の生産を開始
- 1979年5月 自社オリジナル製品の開発および生産、販売を開始
- 1981年8月 赤外線式リモコンの設計、生産を開始
- 1984年1月 資本金を3,600万円に増資
- 1986年1月 資本金を7,200万円に増資
- 1986年11月 高感度マイクロウェーブ検出器「LC-511」で大阪デザインセンターグッドデザイン賞受賞
- 1995年10月 中国東莞市にアッセンブリー生産工場として「東莞東坑三和電子機器廠」を開設
- 2000年11月 販促用品 「呼び込み君」販売開始、本社工場 ISO9001認証取得
- 2001年4月 三豊電子機器株式会社を吸収合併し、資本金9,930万円
- 2002年9月 中国工場を委託加工方式から中国国内を本社工場とする独資会社に変更（東莞群馬電子有限公司）
- 2002年10月 群馬1社1技術認定工場に選定される
- 2003年6月 群馬電子香港有限公司設立
- 2004年5月 東莞群馬電子有限公司 ISO9001認証取得
- 2006年3月 本社工場 ISO14001認証取得
- 2009年2月 中国工場移転
- 2009年8月 東莞群馬電子有限公司 ISO14001認証取得
- 2011年11月 中国工場第２拠点として「廊坊群拓電子有限公司」設立
- 2012年8月 「廊坊群拓電子有限公司」生産開始
- 2013年11月 「廊坊群拓電子有限公司」ISO9001 , ISO14001認証取得
- 2014年6月 各社エコキュートリモコン生産開始
- 2016年9月 浅部地中熱ヒートポンプFCU販売開始
- 2017年1月 福祉介護商品開発事業進出
- 2017年7月 技術会社への出資（技術開発向上）
- 2018年8月 本社工場 2015年度版 ISO9001、ISO14001認証取得
- 2018年12月 福祉介護商品「ファミリーコミュニケーション」を50周年記念商品として商品化
- 2025年2月敷地内の建物が火災で焼失

## テレビ放送
- 林修のニッポンドリル（2019年6月26日）
- 探偵ナイトスクープ（2021年11月19日）